# Kazuyo Mori
Kazuyo Mori (jap. 森和代 Mori Kazuyo; ur. 21 czerwca 1976 w Kaizu, w Japonii) – japońska siatkarka grająca na pozycji środkowej. Obecnie występuje w drużynie Okayama Seagulls.